# Observatorio Nacional de Atenas
El Observatorio Nacional de Atenas (en griego: Εθνικό Αστεροσκοπείο Αθηνών) es un instituto de investigación en la ciudad de Atenas, la capital de Grecia. Establecido en  1842, es la fundación de investigación más antigua de ese país europeo, ya que fue el primer instituto de investigación científica construido después de que Grecia se independizó en 1829, y uno de los institutos de investigación más antiguas en el sur de Europa.
Alrededor de 1840, el benefactor nacional, el barón Georgios Sinas, embajador en Viena, expresó su intención de hacer una donación para el desarrollo de la ciencia en Grecia. Siguió el consejo de su amigo, el embajador de Austria en Atenas Prokesch-Osten , que conocía al físico y astrónomo griego-austríaco Georg Constantin Bouris. Bouris se convirtió en el primer director del Observatorio de Atenas, y también participó en la construcción del edificio.
El primer edificio, conocido como edificio Sinas, se basó en un proyecto presentado por Eduard Schaubert, arquitecto pruisano, y diseñado por el arquitecto austriaco-danés Theophil Hansen, el primer edificio del que luego sería un afamado arquitecto. El edificio de esrilo neoclásico en forma de cruz tiene sus lados orientados hacia las cuatro direcciones del horizonte. Hay una pequeña cúpula para un telescopio en el centro de la construcción. El edificio se completó en 1846.